# 1789 na ciência

## Eventos
- Primeira lista moderna de elementos químicos criada por A.Lavoisier, contendo entre outros, 23 dos elementos conhecidos na época.[1] Ele também redefiniu o termo "elemento". Antes dele, todos os metais exceto o mercúrio não eram considerados elementos.
- Observação ou predição dos elementos químicos Zircônio[2][3] e Urânio[4][5]

## Nascimentos
| Data | Nome | Profissão | Nacionalidade | Observações | Ref |
| ---- | ---- | --------- | ------------- | ----------- | --- |

## Mortes
| Data | Nome | Profissão | Nacionalidade | Observações | Ref |
| ---- | ---- | --------- | ------------- | ----------- | --- |

## Prémios
Medalha Copley
- William Morgan[6]